# Jens Volker Kratz
Jens Volker Kratz (* 26. Mai 1944 in Jena; † 11. Februar 2024) war ein deutscher Chemiker und Professor für Kernchemie an der Johannes-Gutenberg-Universität in Mainz.

## Leben und Wirken
Als Sohn des Chemikers Ludwig Kratz studierte Jens Volker Kratz von 1963 bis 1971 Chemie an der Johannes-Gutenberg-Universität in Mainz. Seine „Post-Doc-Zeit“ von 1972 bis 1974 verbrachte er in Berkeley bei Glenn T. Seaborg. Danach war er von 1974 bis 1982 Leiter der Gruppe Kernchemie bei der Gesellschaft für Schwerionenforschung (GSI) in Darmstadt. Seit 1982 war er Professor für Kernchemie in Mainz.
Schwerpunkte seiner Arbeit waren die Synthese und die Chemie der schwersten Elemente, die Aufbruch-Spektroskopie exotischer Atomkerne mit dem Aladin-LAND Spektrometer, die Wechselwirkung von Actinoiden mit Huminsäuren und Tonmineralien, und der Nachweis von Spurenelementen durch Resonanzionisation mit Lasern und anschließender Flugzeitmassenspektroskopie (RIMS – Resonanzionisations-Massenspektrometrie).
Jens Volker Kratz war Mitherausgeber des Fachorgans Radiochimica Acta.
Jens Volker Kratz verstarb am 11. Februar 2024 im Alter von 79 Jahren.

## Ehrungen
1998 wurde ihm zusammen mit Norbert Trautmann vom Institut für Kernchemie, Mainz, und Hans Blix der Otto-Hahn-Preis der Stadt Frankfurt am Main verliehen.